# Амброзиния
Амброзиния (лат. Ambrosina) — монотипный род многолетних клубневых травянистых растений семейства Ароидные (Araceae), включающий единственный вид Амброзиния Басса (Ambrosina bassii).
Вид назван в честь итальянского ботаника Фердинандо Басси (1710—1774).

## Ботаническое описание
Клубневые маленькие (5—10 см высотой) травы с периодом покоя.

### Листья
Листья в числе 2—4. Влагалища короткие, почти равные листовой пластинке.
Листовая пластинка от овальной до овально-эллиптической, тупая, часто пятнистая. Первичные боковые жилки по 2—3 с каждой стороны, дугообразно тянутся к вершине, жилки более высокого порядка образуют сетчатый узор.

### Соцветия и цветки
Соцветие единичное, в процессе развития отклоняется от растения и располагается так, что оказывается на поверхности земли. Цветоножка короткая, подземная, удлинняющаяся при созревании плодов.
Покрывало эллипсоидное, лодкообразное, не сжатое, свёрнутое у основания, раскрытое выше, внутренняя поверхность покрыта волосоподобными образованиями, звездчатые волоски покрывают женскую камеру покрывала изнутри и снаружи, вершина в виде изогнутого клюва.
Початок имеет короткий отросток, сросшийся с внутренней стенкой покрывала в виде боковой перегородки, делящей внутреннее пространство покрывала на две продольные камеры и отделяющей мужские цветки от женских; верхняя камера содержит единственный женский цветок, а нижняя — 16 теков, расположенных в два ряда по 8 теков в каждом на отдельном выросте початка.
Цветки однодомные, околоцветник отсутствует. Мужской цветок содержит 4 тычинки; теки располагаются поперёк, открываются продольным разрезом. Пыльца продолговато-эллипсоидная, среднего размера (44 мкм); экзина с узором от полосчатого до сетчатого. Женский цветок содержит одногнёздную завязь со множеством ортотропных семяпочек; фуникулы довольно длинные; плацента дискообразная, базальная; столбик длинный, тонкий, изогнутый к оси початка; рыльце дискообразное, гладкое, уплощённое, расположенное параллельно оси початка.

### Опыление
Двухкамерное строение соцветия, его расположение, при котором мужские цветки оказываются внизу, а женский вверху, причём пыльниками вниз, полностью исключают возможность самоопыления. Однако, в природе амброзиния плодоносит редко, а в некоторых районах вообще не образует плодов, хотя искусственное опыление, даже пыльцой из собственного соцветия, оказывается эффективным, из чего можно сделать заключение, что амброзиния в процессе эволюции потеряла своих опылителей.

### Плоды
Плоды — сжато-шаровидные, многосемянные ягоды с сохраняющимися столбиками и рыльцами, беловатые, с красноватым оттенком.
Семена от полушаровидных до эллипсоидных, снабжены большими, мясистыми придатками; теста твёрдая, с коричневым сетчатым рисунком.

## Распространение
Ареал рода — Средиземноморье: Корсика, Сардиния, Италия, Сицилия, Алжир, Тунис.
Растёт в лесах и среди кустарников, в маквистах, среди лесной подстилки, на перегное в трещинах среди камней и на голых скалах.